# Fríðrikur
Fríðrikur est un prénom masculin féroïen pouvant désigner:

## Prénom
- Fríðrikur Bláhamar (no) (1902-1981), skipper et homme politique féroïen
- Fríðrikur Hansen (no) (1910-1988), syndicaliste et homme politique féroïen
- Fríðrikur Petersen (en) (1853-1917), homme politique féroïen

## Référence
1. ↑  (en) « 10th Century Frisian Masculine Names », sur heraldry.sca.org (consulté le 28 décembre 2017)